# Echeandia sinaloensis
Echeandia sinaloensis là một loài thực vật có hoa trong họ Măng tây. Loài này được Cruden mô tả khoa học đầu tiên năm 1987.